# 프레셰렌 광장

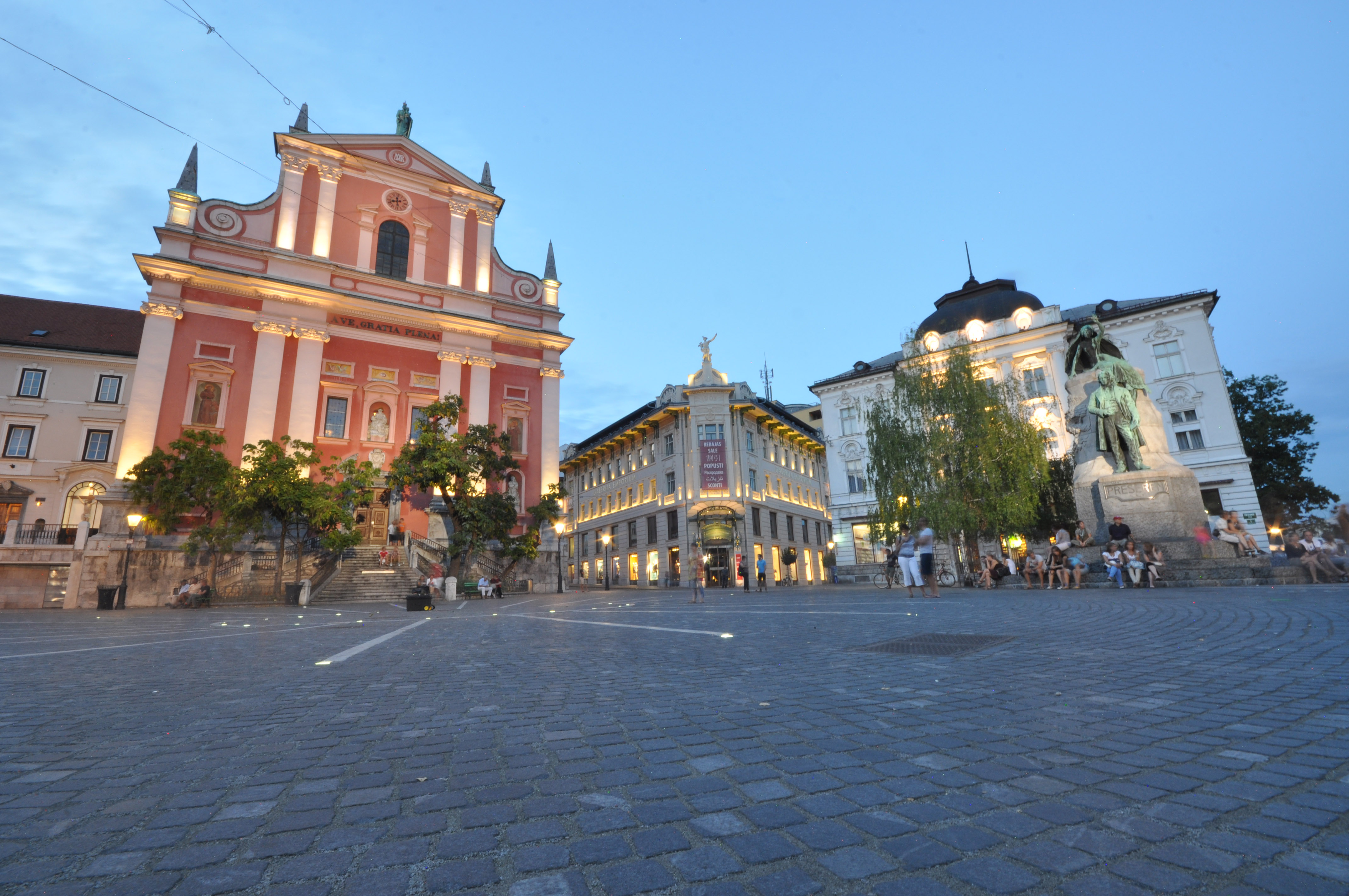
프레셰렌 기념물이 광장의 동쪽에 서 있고, 그 뒤에는 중앙약국이 있다. 왼쪽에는 수태고지교회 정면이 보인다.

프레셰렌 광장(슬로베니아어: Stolnica svetega Nikolaja)은 슬로베니아의 수도인 류블랴나에 있는 광장이다. 이곳은 구시가지 보행자 구역의 일부이며 축제, 콘서트, 스포츠, 정치 행사 등이 열리는 주요 장소다. 1987-88년에 에드바르드 라브니카르의 계획에 따라 깔때기 모양에서 원형으로 재설계되었고 2007년에 리노베이션되었다.